# Jairo Araujo
Jairo Israel Araújo Cano (San Francisco del Rincón, Guanajuato, 25 de febrero de 1990) es un futbolista mexicano. Juega de mediocampista en el Cimarrones de Sonora de la Liga de Ascenso de México.

## Clubes
| Club                 | País        | Año             |
| -------------------- | ----------- | --------------- |
| Lobos de Tlaxcala    | México      | 2008 - 2009     |
| Club León            | México      | 2010 - 2011     |
| Deportivo Irapuato   | México      | 2011 - 2012     |
| Alianza FC           | El Salvador | 2013 - 2014     |
| Cimarrones de Sonora | México      | 2015 - Presente |